# La Cour de récré
Pour les articles homonymes, voir Recess.
La Cour de récré (Recess) est une série télévisée d'animation américaine en 65 épisodes de 22 minutes créée par Paul Germain et Joe Ansolabehere, produite par Disney Television Animation, et diffusée entre le 31 août 1997 et le 5 novembre 2001 dans le bloc de programmes Disney's One Saturday Morning sur le réseau ABC pour les trois premières saisons, puis sur le réseau UPN.
La série se focalise principalement sur les activités d'un groupe de six élèves d'une école primaire, plus précisément l'école de la troisième rue, et leur interaction avec d'autres élèves, enfants, personnels enseignants ou autres adultes.
La série a été grandement médiatisée depuis sa première diffusion. Cinq ans après sa création, un tout premier film est initialement diffusé au cinéma le 16 février 2001 et sera suivi de trois autres téléfilms jusqu'en 2003. Entretemps, de nombreux produits dérivés ont été commercialisés et impliquaient notamment figurines, jouets, vêtements, costumes et autres variétés d'accessoires ; de plus, un tirage au sort a été effectué en partenariat avec les restaurants rapides McDonald's vers fin 1998. La Cour de récré, nommée neuf fois et récompensée une fois, a plutôt bien été accueillie par l'ensemble des critiques et rédactions.

## Scénario
La Cour de récré met principalement en avant les activités quotidiennes d'un groupe de six enfants — le farceur et meneur du groupe T.J. Detweiler, le garçon manqué et tête brûlée Ashley Spinelli, le sportif Vince LaSalle, la surdouée Gretchen Grundler, le « gentil géant » Mikey Blumberg, ainsi que le malchanceux garçon et fils de Militaire Gus Griswald — tous élèves dans une école primaire nommée l'école de la troisième rue,. Ce petit groupe, ainsi que les autres enfants de l'école, sont dirigés par un Monarque, un élève de classe de CM2 (cinquième grade aux États-Unis) nommé Le Roi Bob. Dans cette cour de récréation, certains enfants s'attribuent des surnoms tels que Cochon pendu, La casse-cou ou Le Gourou pour mieux se reconnaître.
La cour de récréation (ou simplement la récréation) est illustrée comme un symbole de liberté, une petite période durant laquelle les enfants peuvent s'exprimer et développer de nombreuses relations. Dans la plupart des épisodes, les six personnages cherchent à développer leur propre individualité et ordre social, et défendent habituellement leur liberté contre la menace des adultes ou des normes sociales.

## Personnages
Initialement, la série comportait un groupe de cinq personnages principaux avant l'arrivée, dans le deuxième épisode de la première saison, de Gus Griswald.
Dans ce groupe de désormais six personnages,
- Theodore Jasper « T.J. » Detweiler (né en 1988) est le principal protagoniste du groupe. T.J. est farceur, énergique, optimiste et traite tout le monde avec égalité. Il est facilement reconnaissable avec sa casquette de baseball rouge, un t-shirt blanc et un blouson vert.
- Ashley Funicello Spinelli, est un garçon manqué d'origines italo-américaines reconnaissable à son blouson de motard noir, sa cagoule orange et ses couettes ; elle est facilement énervée, agacée et fait souvent usage de la violence et des menaces. elle est secrètement amoureuse de T.J.
- Vincent Pierre « Vince » LaSalle est le sportif et athlète du groupe d'origines afro-américaines et haïtienne. Il est considéré comme le "cool kid" du groupe. Vince est déterminé et concentré. Il est le plus vieil ami de T.J. et a un grand frère Chad. On le reconnaît grâce à son maillot vert portant le nombre 1 en jaune.
- Gretchen Priscilla Grundler (née le 23 mars 1988) est la plus intelligente du groupe, passionnée de science, et facilement reconnaissable à sa grande taille et ses grosses lunettes.
- Michael « Mikey »« Kyllian Le Z »  Blumberg est le poète du groupe, plus sensible et le plus attentionné, facilement reconnaissable à sa carrure impressionnante, ses cheveux blonds et son t-shirt blanc.
- Le dernier et le plus jeune membre de la bande est Gustav Patten « Gus » Griswald, fils d'un militaire haut-gradé, facilement reconnaissable à sa petite taille, sa chemise grise et ses cheveux blonds et très courts.

Trois autres personnages récurrents sont également présents dans la série — le principal Peter Prickly, la surveillante antipathique de la cour de récré Muriel P. Finster, et son rapporteur officiel Randall J. Weems. Hormis ces deux groupes de personnages, d'autres personnages secondaires, enseignants, adultes et enfants, sont également présents.

## Production
La Cour de récré a été créée par Paul Germain et Joe Ansolabehere, Germain étant le principal scénariste de la série, produite par Walt Disney Television Animation. Initialement, les deux producteurs ont tenté d'imaginer une série d'animation mettant en scène les différentes péripéties qui pourraient se dérouler durant l'heure de la récréation et sont alors parvenu à créer la série depuis cette idée. La musique originale de la série et de ses films respectifs a été composée par Denis M. Hannigan ; Hannigan avait de très bonnes relations avec Paul Germain, cocréateur de La Cour de récré, lorsqu'il travaillait à ses côtés pour la série d'animation Les Razmoket et il était naturel pour lui de composer la musique. Par ailleurs selon Germain, cette musique « a énormément contribué aux succès de La Cour de récré ». Paul et Joe considèrent La Cour de récré comme une série d'animation reprenant l'idée des Razmoket avec des enfants plus âgés.
Germain et Ansolabehere révèlent qu'ils recevaient auparavant des courriers de téléspectateurs mécontents de la manière dont était représenté le corps enseignant dans la série ; ceux-ci pensaient que la série avait été créée dans le but de rabaisser les professeurs, ce qui était nullement son intention,. Germain ajoute que les professeurs, dans cette série, sont tourmentés par les élèves qui, eux, les considèrent plus ou moins comme des antagonistes. Lors d'une entrevue avec le journal américain New Sunday Times, Ansolabehere explique que chaque personnage a été inspiré de personnes que lui et Paul Germain avaient connu dans la vraie vie. Notamment, le personnage de T.J. a été inspiré de l'un de ses meilleurs amis en école primaire et celui de Spinelli était basé sur le caractère d'une femme que lui et Germain avaient connu au lycée. Germain, de son côté, s'est inspiré des photos d'enfance de sa femme, Beatrice, pour créer le personnage de Gretchen Grundler,. Dans le corps enseignant, le personnage du principal Peter Prickly a été inspiré du critique américain Gene Shalit. Barry Blumberg, vice-président exécutif de la compagnie Walt Disney Television Animation, explique qu'ils sont extrêmement fiers de cette série et du premier film qui a suivi. Il explique que, depuis le développement de la série il y a cinq ans, Paul et Joe n'ont jamais perdu l'intégrité et le sens de la rigolade qu'ils ont depuis toujours exposé dans la série.

## Épisodes
La Cour de récré, de son titre original complet Disney's Recess: Created by Paul and Joe ou simplement Recess, est composée de six saisons et de soixante-cinq épisodes en version complète, ou de cent-vingt-huit épisodes en version éditée. Au départ, un extrait de la série est diffusé en 1996 puis un épisode en avant-première le 31 août 1997 aux États-Unis sur le réseau américain ABC. Elle est ensuite diffusée chaque samedi entre le 13 septembre 1997 et le 5 novembre 2001 sur la même chaîne dans une émission intitulée Disney's One Saturday Morning avec d'autres séries d'animation telles que Pepper Ann et Doug. Peu de temps après sa diffusion initiale aux États-Unis, la série est diffusée dans d'autres pays anglophones ; au Royaume-Uni et en Irlande, elle est diffusée le 8 novembre 1997 sur Disney Channel.
Quelque temps après, La Cour de récré est internationalement doublée, adaptée, puis diffusée à la télévision. En France, la série a été diffusée sur Disney Channel entre 1999 et 2001 dans l'émission Zapping Zone, ainsi que sur TF1 dans l'émission Club Disney, entre le 29 août 1999 et le 24 septembre 2006 avec le premier épisode intitulé L'esprit de solidarité. Au Japon, la série a été diffusée pour la première fois le 2 avril 2000 sous le titre de Our Recess Break Time (リセス ぼくらのやすみじかん、原題) sur Disney Channel. Au Québec, elle a été diffusée à partir du 9 septembre 2000 à la Télévision de Radio-Canada.

## Médias
Initialement diffusée en tant que série d'animation, La Cour de récré a été grandement médiatisée. Un film, suivi de trois vidéofilms dérivés de la série, ont été distribués sous formats VHS et DVD entre le 14 février 2001 et le 9 décembre 2003,. Plusieurs autres types de produits dérivés ont également été distribués et incluent notamment les jouets, figurines, jeux, vêtements, sous-vêtements, costumes, calendriers, agendas, ouvrages ainsi qu'une grande variété d'accessoires. De plus, un tirage au sort a été effectué durant fin 1998. Certains personnages sont également apparu, ou ont été cités, dans d'autres séries télévisées d'animation. Les six personnages principaux apparaissent dans Lilo et Stitch, la série, plus précisément dans l'épisode 21 de la deuxième saison intitulé Expérience 285 : Lax / Lilo rencontre la Cour de récré.

### Films
Depuis la première diffusion de cette série d'animation en 1997, un premier film d'animation d'une durée de 61 minutes, La Cour de récré : Vive les vacances (Recess: School's Out), a été initialement diffusé au cinéma le 14 février 2001 aux États-Unis et le 11 juillet 2001 en France. Réalisé par Chuck Sheetz et Frédéric Berthe, le film atteint 18 000 000 millions de dollars au box-office durant les deux premiers jours dès sa sortie. Au départ, les cocréateurs Paul Germain et Joe Ansolabehere étaient opposé à l'idée de faire de La Cour de récré un film, car la série a principalement été créée pour une diffusion télévisée et ces derniers savaient qu'il fallait rédiger un scénario plus vaste. Malgré ce point négatif, ils acceptent et créent un scénario plus vaste tout en respectant l'univers de la série. Bien que le film se déroule durant les vacances d'été, ce que Germain et Ansolabehere considèrent comme « une grande cour de récré ». Le film a moyennement été accueilli par l'ensemble des critiques ; notamment, Le Nouvel Observateur lui attribue quatre étoiles sur cinq et met en avant « une nostalgie échevelée des sixties et du flower power qui passe par quelques effets psychédéliques cocasses et une anthologie de tubes rétro signés Martha & the Vandellas ou Steppenwolf », tandis que Le Monde lui attribue deux étoiles sur cinq tout en notant « l'indigence de l'animation (…), la niaiserie du ressort dramatique (…). »
S'ensuivent, par la suite, trois vidéofilms initialement vendu sous formats VHS et DVD aux États-Unis. Le premier vidéofilm et second film de la série, intitulé La Cour de récré : Les Vacances de Noël (Recess Christmas: Miracle on Third Street) et réalisé par Chuck Sheetz, a été commercialisé le 6 novembre 2001, relatant quatre épisodes inédits. Les deux derniers films, respectivement le troisième et le quatrième de la série, intitulés La Cour de récré : Rentrée en classe supérieure (Recess - Taking The Fifth Grade) et La Cour de récré : Les petits contre-attaquent (Recess: All Growed Down), sont commercialisés aux États-Unis le 3 décembre 2003,.

### Promotions
Durant une courte période de quatre semaines, des figurines représentant sept des personnages principaux de la série étaient offertes lors d'une commande d'un menu Happy Meal dans les restaurants rapides McDonald's entre le 25 décembre 1998 et le 21 janvier 1999 aux États-Unis. Les sept personnages représentaient le groupe des six protagonistes principaux — T.J., Spinelli, Vince, Gretchen, Mikey et Gus — ainsi que la surveillante Muriel Finster ; ces petites figurines ont été fabriquées par Fisher-Price pour les enfants âgés de plus de 3 ans, et chacun de ces personnages pratiquait un sport différent. Hormis les figurines, deux catégories de jouets en peluche ont été commercialisées — la première catégorie, des jouets en polychlorure de vinyle, a été fabriquée par Mattel en 1998 et distribuée notamment dans les magasins Toys “R” Us, Walmart et Target et la deuxième catégorie, des jouets en peluche, a été fabriquée par Disney Consumer Products en 1999 et commercialisée dans le Disney Store. D'autres produits dérivés incluent l'ouvrage de Judy Katschke, intitulé Recess : The Experiment, relatant l'histoire de l'épisode du même nom (en français : L'expérience) dans laquelle une expérience est menée par Gretchen concernant les baisers amoureux ; cet ouvrage de 64 pages a été publié en 1998 par Disney Press.
De plus, et toujours dans le but de faire une plus large promotion de La Cour de récré, Disney en collaboration avec les restaurants McDonald's avaient organisé, fin 1998, un tirage au sort, réservé aux enfants âgés entre trois et douze ans, appelé Be on Recess. Le vainqueur de ce tirage au sort aurait une chance d'apparaître en tant que personnage dans un épisode de la troisième ou quatrième saison de la série, ainsi qu'un voyage avec sa famille à Disneyland ; en plus du grand prix, les cinq premiers vainqueurs gagneraient une fête organisée ayant pour thème La Cour de récré, et vingt-cinq seconds vainqueurs recevraient un bon d'achat de 1 000 $. Cependant, le vainqueur du grand prix et l'épisode dans lequel il est apparu restent totalement inconnu.

## Distribution

### Voix originales
Dans la version originale, les personnages principaux ont été principalement interprétés par des enfants ou préadolescents, hormis le personnage d'Ashley Spinelli qui a été interprété par Pamela Segall Adlon,. Le meneur du groupe T.J. Detweiler a été interprété en premier lieu par Ross Malinger, en second lieu et principalement par Andrew Lawrence puis par Myles Jeffrey. Les autres voix principales ont été fournies par Rickey D'Shon Collins (Vince LaSalle), Ashley Johnson (Gretchen Grundler), la voix originale de Jason Davis et la voix chantée de Robert Goulet pour Mikey Blumberg, ainsi que Courtland Mead (Gus Griswald). Une grande partie de ces acteurs et actrices ont auparavant, ou après l'enregistrement de La Cour de récré, doublé dans certains personnages dans d'autres séries d'animation, émissions ou programmes de télévision. Pour citer un exemple, Pamela Segall Adlon est connue pour avoir doublé le personnage de Bobby Hill dans Les Rois du Texas et Otto Osworth dans la série d'animation Time Squad, la patrouille du temps.
Du côté des personnages récurrents, les voix ont été notamment fournies par April Winchell (Muriel Finster) et Dabney Coleman (Peter Prickly). Les voix additionnelles et des personnages secondaires ont été fournies par Allyce Beasley, Ryan O'Donohue, Erik von Detten, Blake Ewing, Toran Caudell, Anndi McAfee, Francesca Smith, Rachel Crane et Klee Bragger.

### Voix françaises
| Comédiens                    | Rôle (Studio — Audiophase),                                                                                                 |
| ---------------------------- | --- |
| Donald Reignoux              | T.J. Detweiler |
| Ludivine Sagnier             | Ashley Spinelli |
| Dimitri Rougeul              | Vince LaSalle |
| Charlyne Pestel              | Gretchen Grundler |
| Elliott Weill                | Gus Griswald |
| Arthur Pestel Daniel Beretta | Mikey Blumberg (voix parlée) Mikey Blumberg (voix chantée)                                                                  |
| Thierry Wermuth              | Principal Peter Prickly, voix additionnelles (dont Timmy, Gardes du Roi Bob, L'Arnaqueur et Hank)                           |
| Marie Martine                | Muriel P. Finster, voix additionnelles (dont Sam la Taupe, Miss Lemon et Cochon Pendu)                                      |
| Zaïra Benbadis               | Mlle Grotke, Randall J. Weems, voix additionnelles (dont Dave la Taupe, Miss Salomone et Ashley T.)                         |
| Patricia Legrand             | Ashley A, voix additionnelles                                                                                               |
| Marie-Charlotte Leclaire     | Ashley B, Flo Spinelli, voix additionnelles                                                                                 |
| Marine Boiron                | Ashley Q, Butch, Phil, Brittany A., voix additionnelles                                                                     |
| Serge Faliu                  | Erwin Lawson, L'Arnaqueur (voix 2), Principal Peter Prickly (voix 2), Ramollo (voix 1), Hank (voix 2), voix additionnelles… |
| Marc Perez                   | Gordy, Ramollo (voix 2), voix additionnelles                                                                                |

## Accueil
La série, malgré sa grande médiatisation et promotion, a retenu peu d'attention parmi les rédactions et les critiques officiels. Cependant, elle reçoit en grande majorité des commentaires positifs parmi les téléspectateurs. Dès la deuxième saison, La Cour de récré est classée à la deuxième place des séries d'animation pour enfants aux États-Unis. Durant sa diffusion, La Cour de récré a été nommée neuf fois et récompensée une fois.
| Année | Organisation       | Catégorie | Résultat   |
| ----- | ------------------ | --- | ---------- |
| 1998  | Daytime Emmy       | Mixage audio d'exception — Ambiance d'école : Michael Beiriger, Ray Leonard, Deb Adair | Nomination |
| 1998  | Young Artist Award | Meilleure performance dans le doublage - TV ou Film - Jeune acteur : Ryan O'Donohue Meilleure performance dans le doublage - TV ou Film - Jeune actrice : Anndi McAfee                              | Nomination |
| 1998  | Daytime Emmy       | Édition sonore d'exception - Ambiance d'école : Robert Duran (superviseur d'effets sonores), Fil Brown (éditeur musical) et Robbi Smith (éditeur vocal)                                             | Nomination |
| 1999  | YoungStar Awards   | Meilleur talent de doublage : Rickey D'Shon Collins (dans le rôle de Vince) | Nomination |
| 1999  | Young Artist Award | Meilleure performance de doublage à la télévision - Meilleur jeune acteur : Courtland Mead | Lauréat    |
| 1999  | Young Artist Award | Meilleure performance de doublage à la télévision - Meilleure jeune actrice : Ashley Johnson | Nomination |
| 2000  | Annie Awards       | Performance exceptionnelle dans une série télévisée d'animation Performance vocale féminine exceptionnelle dans une série télévisée d'animation : April Winchell (dans le rôle de Miss Finster)     | Nomination |
| 2000  | Humanitas Prize    | Catégorie d'animation pour enfants : Libby Bideau, Sandy Adomaitis et Bart Jennett | Nomination |
| 2000  | Young Artist Award | Meilleure série de télévision Meilleure performance de doublage (TV ou Film) — Jeune acteur : Rickey D'Shon Collins Meilleure performance de doublage (TV ou Film) — Jeune actrice : Ashley Johnson | Nomination |
| 2001  | Young Artist Award | Meilleure performance de doublage (TV ou Film) — Jeune acteur : Rickey D'Shon Collins | Nomination |

## Dans la culture
Dans l'épisode 9 de la première saison de Rick et Morty : Rick et Summer font de la musculation et finissent par obtenir un physique de bodybuilders. Ils tabassent une petite brute qui ressemble à Randall Weems de la série.